# Крамб, Роберт
Роберт Деннис Крамб (англ. Robert Dennis Crumb; род. 30 августа 1943) — американский художник-иллюстратор, карикатурист, основатель андеграундного комикс-движения.

## Биография
Крамб родился в 1943 году в Филадельфии. Его отец, Чарльз, служил кадровым офицером в Корпусе морской пехоты США, а мать, Беатрис, была домохозяйкой. В середине 1960-х Крамб переехал в Кливленд, где устроился работать дизайнером открыток в American Greetings Corporation. Вскоре он выступил иллюстратором первых выпусков комикса «Американское великолепие» Харви Пикара.
В 1967 году Крамб перебрался в Сан-Франциско, центр контркультурного движения. Здесь он подготовил к публикации первый номер своего комикса Zap, однако его издатель вскоре неожиданно пропал вместе со всеми оригинальными работами Крамба. Тем не менее, у него сохранились ксерокопии своего произведения, и, благодаря помощи поэта-битника Чарльза Плаймелла, в 1968 году был выпущен первый номер андеграудного комикса. После успеха первого выпуска «Zap», наряду с комиксами Крамба, на страницах издания также появились работы Рика Гриффина, Виктора Москосо, Гилберта Шелтона и других иллюстраторов. В тот же период Крамб выступил автором обложки альбома Cheap Thrills группы Big Brother & the Holding Company. Сам Крамб заявлял, что разработать свой уникальный стиль ему помог ЛСД.
Широкую известность получила серия комиксов Крамба «Кот Фриц» о сексуальных похождениях антропоморфного представителя семейства кошачьих. Комикс печатался с 1965 года в журналах Help! и Cavalier. В 1972 году по его мотивам была выпущена одноимённая анимационная лента, однако Крамб остался настолько недоволен ею, что в том же году выпустил последний выпуск комикса, в котором кот Фриц был убит своей бывшей подругой.
Переехав во Францию, иллюстратор создал новых запоминающихся персонажей, таких как Mr. Natural, Mr. Snoid, Angelfood MacSpade и Devil Girl. В 2009 году им была выпущена «Бытие» (англ. The Book of Genesis), представляющая собой иллюстрированную Библию в фирменном стиле Крамба. Также американским издательством Fantagraphics была выпущена многотомная серия The Complete Crumb Comics, представляющая собой полное собрание работ Крамба.
В 1994 году режиссёр Терри Цвигофф снял о художнике документальный фильм «Крамб».

## Личная жизнь
Роберт Крамб был дважды женат: на Дане Морган (1964—1977) и Элайн Комински (1978 — 2022). Ныне живёт на юге Франции со своей женой и дочерью.